# ديريك بارفيت
ديريك بارفيت (بالإنجليزية: Derek Parfit)‏ (11 ديسمبر 1942 - 1 يناير 2017) كان فيلسوف بريطاني متخصص بمشاكل الهوية الشخصية، والعقلانية، والأخلاق، والعلاقة فيما بينهم. عمل لدى جامعة أكسفورد خلال جميع مسيرته الأكاديمية، كما كان أستاذاً زائراً للفلسفة في جامعة نيويورك، وجامعة هارفرد، وجامعة روتجرز. حصل سنة 2014 على جائزة رولف شوك لإسهاماته الرائدة في ما يتعلق بالهوية الشخصية، وتحليل بنية النظريات الأخلاقية، وتشكيل العقلية المستقبلية للأجيال القادمة.
بالإضافة لكونه فيلسوفاً كان بارفيت مصوراً، كان متزوج من الفيلسوفة جانيت رادكليف ريتشاردز حتى وفاته.

## كتبه
- الأسباب والأشخاص 1984، تم وصف الكتاب من قِبل البروفيسور ألان ريان في صحيفة السن دايز «بأنها شيءٌ من العبقرية».
- ما الذي يهم؟ 2011 (المجلد الأول والثاني) 2017 (المجلد الثالث).[5]

## حياته
ولد ديريك في الصين لأبوين بريطانيين هما جيسي ونورمان، وكانا طبيبان انتقلا إلى غرب الصين لتعليم الطب الوقائي في حملة تبشيرية. عادت العائلة بعد سنة من ولادة ديريك إلى اكسفورد وأكمل تعليمه في كلية إيتون البريطانية. خلال نشأته سعى لأن يكون شاعراً، لكنه تخلى عن الفكرة في مراهقته. درس التاريخ لاحقاً بجامعة أكسفورد وتخرج منها سنة 1964.